# سبنسر فورد (مدير فني)
سبنسر فورد (بالإنجليزية: Spencer Ford)‏ هو مدير فني أمريكي، ولد في 21 نوفمبر 1866 في كامدن في الولايات المتحدة، وتوفي بنفس المكان في 8 أكتوبر 1927.